# Love (Fernsehserie)
Love ist eine US-amerikanische romantische Comedyserie, deren erste Staffel am 19. Februar 2016 vom Video-on-Demand-Anbieter Netflix international veröffentlicht wurde. Die Serie wurde von Judd Apatow, Lesley Arfin und Paul Rust entwickelt. Die Hauptrollen spielen Gillian Jacobs, Paul Rust und Claudia O’Doherty.
Am 10. März 2017 wurde die komplette zweite Staffel über Netflix veröffentlicht. Bereits einen Monat zuvor hatte Netflix die Serie um eine dritte Staffel verlängert. Im Dezember 2017 gab Netflix bekannt, dass die Serie nach drei Staffeln enden wird. Die dritte Staffel wurde am 9. März 2018 veröffentlicht.

## Handlung
Die Serie handelt hauptsächlich von Gus Cruikshank und Mickey Dobbs. Während Gus, der als Tutor bei einer Fernsehproduktion namens Witchita arbeitet, von seiner langjährigen Freundin Natalie zu hören bekommt, dass diese ihn betrogen habe, beendet die Radiosendungsmanagerin Mickey ihre lose Bindung zu Eric, einem Drogen- und Alkoholabhängigen. Gus und Mickey treffen in einem Supermarkt aufeinander und verbringen nach einer durchzechten Nacht einen gemeinsamen Tag. Sie tauschen ihre Nummern aus und beschließen, sich wiederzusehen. 
Bei Mickey zieht die Australierin Bertie als Mitbewohnerin ein, mit der Gus, der nun in einer großen Wohnhausanlage lebt, ein wirklich schlechtes Date verbringt. Gus und Mickey kommen sich daraufhin immer näher, bis sie miteinander Sex haben. Nach einigen Missverständnissen distanzieren sich die beiden wieder voneinander, und Gus beginnt eine kurze Affäre mit der Schauspielerin Heidi. Seine Hoffnungen, dass er ein Drehbuch für eine Episode an die Produktionsfirma verkaufen kann, erfüllt sich, doch ist es nur die Idee, die verwendet wird, und nicht das gesamte Skript. Nach einem Streit darum im Produktionsleitungsteam verliert er seine Anstellung als Tutor, nur durch die Intervention der jugendlichen Hauptdarstellerin Arya bekommt er seine Arbeit zurück. Mickey schläft indessen mit ihrem Boss, dem Radiopsychologen Dr. Greg Colter. Sie ist immer noch in Gus verliebt, der jedoch von ihr nichts wissen will und sie schroff abweist.

## Besetzung
Die Synchronisation der Serie wurde bei der Berliner Synchron nach Dialogbüchern von Nadja Reichardt, Yvonne Prieditis, Roland Frey, Frank Preissler, Benjamin Wolfgarten und Carolin Rosenheimer unter der Dialogregie von Reichardt erstellt.
| Rolle            | Schauspieler        | Synchronsprecher                                         |
| ---------------- | ------------------- | -------------------------------------------------------- |
| Mickey Dobbs     | Gillian Jacobs      | Kaya Marie Möller                                        |
| Gus Cruikshank   | Paul Rust           | Rainer Fritzsche                                         |
| Bertie Bauer     | Claudia O’Doherty   | Nadine Zaddam (Staffel 1) Yvonne Greitzke (ab Staffel 2) |
| Chris Czajkowski | Chris Witaske       | Martin Brücker                                           |
| Randy Monahan    | Mike Mitchell       | Marco Ammer                                              |
| Arya Hopkins     | Iris Apatow         | Jamie Lee Blank                                          |
| Susan Cheryl     | Tracie Thoms        | Dana Friedrich                                           |
| Dr. Greg Colter  | Brett Gelman        | Rainer Doering                                           |
| Eric Todt        | Kyle Kinane         | Tommy Morgenstern                                        |
| Natalie          | Milana Vayntrub     | Josephine Schmidt                                        |
| Heidi McAuliffe  | Briga Heelan        | Ann Vielhaben                                            |
| Frank            | Steve Bannos        | Stefan Gossler (Staffel 1) Gerald Schaale (ab Staffel 2) |
| Cori             | Charlyne Yi         | Lina Rabea Mohr (Folge 1) Maria Hönig (Folge 4 & 8)      |
| Brian            | Mark Oliver Everett |                                                          |